# Sumirago
Sumirago – miejscowość i gmina we Włoszech, w regionie Lombardia, w prowincji Varese.
Według danych na rok 2004 gminę zamieszkiwało 5849 osób, 531,7 os./km².